# اوت‌مارسوم
اوت‌مارسوم (به هلندی: Ootmarsum) یک منطقهٔ مسکونی در هلند است که در دینکل‌لاند واقع شده‌است. اوت‌مارسوم ۴٬۴۵۰ نفر جمعیت دارد.